# Robert Church
Robert Reed Church, Sr. (* 18. Juni 1839 in Holly Springs, Mississippi; † 29. August 1912 in Memphis, Tennessee) war ein US-amerikanischer Geschäftsmann und Philanthrop. Er gilt als der erste afroamerikanische Millionär der Vereinigten Staaten.
Der Sohn eines weißen Dampfschiffkapitäns und einer schwarzen Sklavin arbeitete als Schiffsjunge und Steward. Nach dem Bürgerkrieg ließ er sich als freigelassener Sklave in Memphis nieder. Er begann verschiedene geschäftliche Aktivitäten, darunter Immobilienhandel, und betrieb ein Hotel, ein Restaurant und einen Saloon.
Mit Church’s Park and Auditorium schuf Church ein Zentrum für die zahlreiche schwarze Bevölkerung der Stadt, in dem W. C. Handy das Tanzorchester leitete. 1908 gründete Church die Solvent Savings Bank and Trust Company, deren erster Präsident er wurde.
Robert Church unterstützte viele wohltätige Projekte.